# Lecanodiaspis majesticus
Lecanodiaspis majesticus är en insektsart som beskrevs av Wang och Jiang-Ping Qiu 1986. Lecanodiaspis majesticus ingår i släktet Lecanodiaspis och familjen Lecanodiaspididae. Inga underarter finns listade i Catalogue of Life.